# The Davis Sisters
The Davis Sisters fueron un dúo musical femenino estadounidense de música country formado por Skeeter Davis y Betty Jack Davis. Skeeter Davis es considerada como la primera mujer en ser una estrella en la música Country como vocalista en solitario, inclusive por encima de Patsy Cline. Tuvo una importante influencia en Tammy Wynette y Dolly Parton y fue considerada como una extraordinaria cantante tanto de música country como de música pop.
Uno de los grupos de country originados, es conocido tanto por su canción número 1 en 1953 "I Forgot More Than You'll Ever Know" como por el sencillo de debut "Jealous Love", grabado en Fortune Records.

## Llegada a la fama y éxito
The Davis Sisters no tenían relación familiar entre sí, dado que Skeeter Davis era el nombre artístico de Mary Frances Penick, que fue la hija mayor de 7 hermanos siendo sus padres William Lee y Sarah Rachel Roberts Penick, nacida en Dry, Kentucky. Su abuelo mencionó que ella tenía una gran energía para una niña y de ahí el sobrenombre de  "Skeeter" (mosquito) en 1947. La familia Penick se cambió a Erlanger, Kentucky, donde Skeeter conoce a Betty Jack Davis y Wanda Rose Rader en el Dixie Heights High School in Edgewood, Kentucky en 1947 donde formaron una estrecha relación de amistad como amigas y músicas, dado que ellas cantaban en el coro de la escuela y en Decoursey Baptist Church, donde el padre de Wanda era pastor, compartiendo carrera en el negocio de la música, el canto y la grabación, decidieron actuar y formaron el grupo de The Davis Sisters, iniciando cantando en la estación de radio de Detroit WJR'S en el programa de Barnyard Frolics. Wanda no fue al viaje y solamente Skeeter y Betty Jack Davis, iniciaron con ese nombre el dueto. Finalmente el dueto fue firmado por la RCA Victor en 1951 (aunque los discos iniciales fueron grabados por Fortune Records dado que hubo una confusión entre la casa grabadora de RCA Victor dado que Fortune Records había sido el sello grabador inicial antes de RCA).

## Fortune Records
El dueto inició su aparición en los shows de la radio en Cincinnati, Ohio y en Detroit, Míchigan. Su primera grabación fue realizada en Detroit, para el sello Fortune Records en el año de 1952. El dueto grabó "Jealous Love", (Fortune 170) una canción escrita por Debora Brown, codueña del sello Fortune records. Otros dos sencillos siguieron en 1952: "Kaw-Liga / Sorrow And Pain" (Fortune 174) y "Heartbreak Ahead / Steel Wool" (Fortune 175).

## RCA Records
En 1953, firmaron un contrato de grabación con RCA Records. Mientras grababan para RCA, las sesiones eran acompañadas por la futura estrella y productor de música country Chet Atkins. Ese mismo año, liberaron su primer sencillo para este sello: "I Forgot More Than You'll Ever Know", la cual estuvo por 8 semanas en el número 1 de las listas de country en 1953. y en el Top 20 de las listas pop. La grabación tiene el lugar número 65 en la lista de éxitos Country de todos los tiempos, de acuerdo al historiador de Billboard Joel Whitburn La melosa, tierna y rompecorazones en armonía de esta melodía, la llevó al N° 1 de los charts de Country Hits y llegando al N° 20 del Top 20 Pop Hits. Sus armonías mezclaban el sonido de las viejas armonías Apalaches de los Delmore Brothers y este tipo de sonido inspiró a las estrellas de la música Pop como los Everly Brothers, que más adelante grabarían sus éxitos basados en este tipo de armonías y que les darían su sonido característicos y varios número uno en los Charts Pop.

## La tragedia
Poco después del lanzamiento de "I Forgot More Than You'll Ever Know", el grupo tuvo un accidente de auto en Cincinnati, Ohio el 1 de agosto de 1953 en el que Betty Jack Davis resultó fallecida y Skeeter sobrevivió pero con muchas lesiones.
Tras la recuperación, Skeeter reformó el grupo con la hermana mayor de Betty Jack, Georgia. El nuevo dúo continuó trabajando y grabando hasta 1956, pero no volvieron a conseguir ningún otro éxito. "Georgia tenía una buena voz, pero no era lo mismo", declaró Skeeter en las notas del libro editado en 1995 The Essential Skeeter Davis. Skeeter decidió retirarse de la industria musical en 1956, año en que se casó y finalizó el dueto.

### Carrera como solista
Skeeter Davis continuaría su carrera como solista, en 1958, siendo identificada rápidamente por su voz armoniosa y característica. Inició una gira con Ernest Tubb y así ella regreso a la RCA Victor. En ese tiempo trabajó con el guitarrista y productor de discos Chet Atkins. Ese año grabó "Lost to a Geisha Girl", como una respuesta al hit de Hank Locklin's "Geisha Girl", la cual llegó al Top 15 de la música country y sería su primer hit en solitario. Atkins trabajó con ella como guitarrista en todas las sesiones de grabación. Davis tenía la sugestión que Atkins frecuentemente hacía grabaciones múltiples de su voz para armonizar las vocales y originar el sonido de Skeeter Davis. Este eco puede ser encontrado en varias de sus primeras grabaciones que fueron hits como "Am I That Easy to Forget". Davis tuvo un Top 5 en la lista de la música country con "Set Him Free" y en 1959, tuvo otro hit Top 20 llamado "Homebreaker". 
Ella también se unió al Grand Ole Opry ese año y fue nominada para un Grammy por "Set Him Free", siendo la primera cantante de música country nominada para un Grammy. De 1960 a 1962 Davis tuvo 10 hits con las siguientes canciones: "(I Can't Help You) I'm Falling Too", "My Last Date (With You)", "Where I Ought to Be" and "Optimistic". "(I Can't Help You) I'Falling Too" en 1960 fue su primera entrada como solista en los charts Pop. La canción llegó a los Top 40, no escuchada por una cantante femenina en ese tiempo. En 1961, ella tuvo su segundo hit con la versión oral del éxito de Floyd Cramer, que la había grabado instrumental, en forma country pop "Last Dance" pero llamada "My Last Date (With You) con la cual tuvo su mejor posición en el Top 30 de los Charts Pop. Ambas melodías tuvieron un desempeño importante en los country charts, llegado al número 2 y bal número 5 respectivamente. En 1963, Skeeter Davis tuvo su más grande hit con un cruce entre pop y música country con  "The End Of The World". La canción se perdió tratando de llegar al tope de las listas pop y de música country. Solo llegó al tope de los charts de música adulta contemporánea. La grabación llegó al número 5 de las listas de rhythm and blues. haciendo de Skeeter Davis, una de las pocas cantantes femeninas de raza blanca en tener un top ten en ese mercado. La canción vendió cerca del millón de copias y fue ganadora del disco de oro.  "The End of the World" marcó para siempre a Skeeter Davis. 
Tuvo otro éxito en música country pop: "I Can´t Stay Mad at You", siendo los autores Carole King y Gerry Goffin, la cual llegó al lugar número 7 de los charts de música Pop y número 2 en los charts de audición en 1963. Ella tuvo varias apariciones en la música pop a través del show de American Bandstand en el principio de los años 60 y una década más tarde, fue una de las primeras artistas country en aparecer en The Midnight Special. Recibió 5 nominaciones al Grammy, incluidos 4 veces por Mejor voz femenina para interpretar la música country. En 1964 ("He Says the Same Things to Me"), 1964 ("Sunglasses"), 1965 ("What Does it Take)". Se sostuvo en las listas pop, pero "Like Me Get Close to You" en julio de 1964, se perdió de aparecer en los 100 Hot, reflejándose los cambios naturales del estilo pop, debido a la invasión británica, pero Davis continúo apareciendo en los charts country. En 1965, grabó un dueto con Bobby Bare llamada "A Dear John Letter" la cual tampoco apareció en la lista country Top 10 y recibió poca atención en los charts pop. (La mejor versión de esta canción fue grabada originalmente por Jean Shepard y Ferlin Husky en 1953). Grabó también varios álbumes durante ese tiempo, incluyendo dos álbum tributo: I Love Flatt and Scruggs and Skeeter Davis y Sings Buddy Holly. En 1967, Davis regresó a la lista de los diez primeros con "What Does It Take (To Keep a Man Like You Satisfied). Davis solo tuvo dos éxitos country en esa década: "Fuel to the Flame" (escrita por Dolly Parton, mientras Davis pagaba tributo al álbum llamado Skeeter Sings Dolly in 1972). y "There´s a Fool Born Every Minute". Otros canciones fueron éxitos menores, pero ella grabó varios albúmenes. En 1967 ("One Tin Soldier"), 1972 Davis fue también compositora de cerca de 70 canciones y tuvo 2 BMI por "Set Him Free" y "My Last Date With You", que más tarde serían grabados por Ann-Margret, Pat Boone, Kay Star, Joni James y otros cantantes agregados a la interpretación original de Skeeter Davis. Debora Harry, quién fuera cantante del grupo Blondie, grabó una versión de Davis en 1993 donde presentó a Michael Stipe, un fanático de toda la vida de Davis. (Conway Twitty escribió nuevos líricos para la versión instrumental en 1972 con "Lost Her Love (On Our Last Date), la cual llegó al número uno en los charts de la música country. Así también Emmylou Harris grabó una versión de Twitty en 1983 retitulada "Lost His Love (On Our Last Date)". Las regrabaciones de Skeeter Davis continuaron con "I'm Saving My Love" y del éxito de 1964,  "Gonna Get Along Without You" de Milton Keller, y un cover importante de 1956 interpretado por Patience and Prudence). Ambas interpretaciones llegaron al Top 10 de la música country rompiendo el Top 50 de la lista pop de Billboard. Pero esta canción fue interpretada esta vez por Tracey Dey en forma simultánea, haciendo que la versión de Skeeter Davis tuviera su registro más bajo. 
En 1970, Davis tuvo otro Hit Top 10 con "I´m a Lover (Not a Fighter)" y otro dueto con Bobby Bare con "Your Husband, My Life". El siguiente año, ella tuvo un éxito con la autobiográfica "Bus Fare To Kentucky". Subsecuentemente ella ingresada a los charts. Los sencillos como "It´s Hard to Be a Woman" y "Loves Takes a Lot of My Time" fallaron en llegar al Top 40 Country. "One Tin Soldier" no tuvo mucha atención en la radio para música country, pero fue nominada al Grammy como Mejor Voz Femenina de la Música Country. Este disco fue un éxito en Canadá, llegando al número 2 de las listas canadientes de radio y al número 4 de la lista country. En los 70's ella inició regularmente giras a países extranjeros como Barbados, Singapur y Suecia, donde fue una de las cantantes más populares de ese tiño. En 1973, ella tuvo un breve regreso a los Top 20 con "I Can´t Believe That It's All Over". Durante una presentación de Grand Ole Opry en 1973, Davis criticó a la policía de Nashville por el arresto a un grupo de evangelistas en un almacén local y fue suspendida del Opry por un año. Ella regresó al Opry un año después. Dado que perdió varias presentacines durante ese período, ella permaneció activa cantando con un número de ministros religiosos y extendiendo su evangelización en África.
Davis regresó a la sala de grabación en 1976 con una breve sesión para Mercury Records quien le produjo dos sencillos, incluida su última canción con la cual llegó a las listas nacionales en 1976 "I Love Us". En 1978, grabó su primero de varios albúmenes con sellos de menor categoría con lo cual ella en una ocasión ingreso a los 90's.

### Vida personal
Skeeter Davis estuvo casada en tres ocasiones: primero con Kenneth Depew, en 1956. Más tarde se casó con el disc jockey WSM Ralph Emery en 1960 y se divorció en 1964. En 1985, Davis realizó un sólido retorno con el álbum She Sings, They Play, con la banda NRBQ. En 1987 se casó con el bajista de la banda NRBQ Joey Spampinato. Se divorciaron en 1996.   

### Últimos años y fallecimiento
Davis vivió en Brentwood, Tennessee, desde el inicio de la década de los 60 hasta el momento de su fallecimiento en el año 2004. Su autobiografía, Bus Fare to Kentucky (así nombrada después del hit de 1971, fue publicada en 1993. En 1998 escribió un libro para niños: The Christmas Note con Catie Pelletier, recibiendo muy buenas críticas favorables por varios autores entre ellos Lee Smith, Rebecca Wells y Terry Kay. Davis continúo realizandó frecuentes presentaciones a través de la década de los 90's y entrada la década de los 2000's. En una gira que hizo durante la década de los 80's y 90's fue conocida internacionalmente en Barbados y Singapur, en donde seguía siendo muy popular. En el año 2001 ella empezó a presentar los síntomas del cáncer de mama. Mientras tanto Davis continúo siendo miembro activo de The Grand Ole Opry hasta su muerte. Tuvo su última aparición en el año 2002. Ella falleción por complicaciones del cáncer de mama en el Hospital de Nashville, Tennessee, a los 72 años, el 19 de septiembre de 2004.

## Discografía
Álbumes compilatorios
- Memories (1993)

Sencillos
| Año                                      | Canción                               | Posición    | Posición | Álbum                    |
| Año                                      | Canción                               | EUA Country | Hot 100  | Álbum                    |
| ---------------------------------------- | ------------------------------------- | ----------- | -------- | ------------------------ |
| 1953                                     | "Jealous Love"                        | —           | —        | sencillos fuera de álbum |
| 1953                                     | "I Forgot More Than You'll Ever Know" | 1           | 18       | sencillos fuera de álbum |
| 1953                                     | "Sorrow and Pain"                     | —           | —        | sencillos fuera de álbum |
| 1954                                     | "Takin' Time Out for Tears"           | —           | —        | sencillos fuera de álbum |
| 1954                                     | "Foggy Mountain Top"                  | —           | —        | sencillos fuera de álbum |
| 1954                                     | "Just Like Me"                        | —           | —        | sencillos fuera de álbum |
| 1954                                     | "Christmas Boogie"                    | —           | —        | sencillos fuera de álbum |
| 1954                                     | "Everlovin' (A Way to Love)"          | —           | —        | sencillos fuera de álbum |
| 1955                                     | "Fiddle Diddle Boogie"                | —           | —        | sencillos fuera de álbum |
| 1955                                     | "I've Closed the Door"                | —           | —        | sencillos fuera de álbum |
| 1955                                     | "It's the Girl Who Gets the Blame"    | —           | —        | sencillos fuera de álbum |
| 1956                                     | "Don't Take Him for Granted"          | —           | —        | sencillos fuera de álbum |
| 1956                                     | "Lying Brown Eyes"                    | —           | —        | sencillos fuera de álbum |
| "—" denotes releases that did not chart. |                                       |             |          |                          |